# پدر (مجموعه تلویزیونی ۱۳۶۸)
پدر نام یک مجموعهٔ تلویزیونی به کارگردانی هوشنگ توکلی و محصول ۱۳۶۸-۱۳۶۷ است که از شبکه ۱  پخش گردید. 

## بازیگران و عوامل تولید

### بازیگران
- جمیله شیخی
- هوشنگ توکلی
- رضا بنفشه‌خواه
- سوسن سلیمی
- اصغر عزیزی ماسوله

### عوامل تولید
- کارگردان هنری: هوشنگ توکلی
- کارگردان تلویزیونی: ماشاالله دانشوری
- مشاور کارگردان: سیاوش شاکری
- نویسنده: هوشنگ توکلی
- تدوین: حسین شاهی
- تهیه‌کننده: محمد بیک زاده
- مدیر تولید: عباس کبیری
- موسیقی: انتخابی
- فرمت تصویر: ویدئویی
- تعداد قسمت‌ها: ۱۲ قسمت
- مدت زمان: ۶۰۰ دقیقه
- محصول: گروه اجتماعی شبکه ۱
- سال تولید و پخش: ۱۳۶۷-۱۳۶۸